# Vila Rica (Mato Grosso)
Vila Rica is een gemeente in de Braziliaanse deelstaat Mato Grosso. De gemeente telt 20.075 inwoners (schatting 2009).